# Greg Brown (commentateur sportif)
Pour les articles homonymes, voir Greg Brown (homonymie) et Brown.
Greg Brown est un commentateur sportif aux États-Unis. Depuis 1994, il est le descripteur des matchs des Pirates de Pittsburgh de la Ligue majeure de baseball à la télévision Root Sports Pittsburgh et à la radio KDKA-FM (en).

## Biographie
Né à Washington, Greg Brown grandit à Mechanicsburg, en Pennsylvanie. Étudiant, il obtient en 1979 un stage au département des promotions chez les Pirates de Pittsburgh, un club de la Ligue majeure de baseball (MLB). Diverses, ses fonctions incluent celles de doublure pour la mascotte de l'équipe, Pirate Parrot (en). Il travaille par la suite pendant une dizaine d'années pour les Pirates, dans le département des ventes et des promotions. En 1987, il est l'annonceur maison du Three Rivers Stadium pendant les matchs des Pirates. En 1988, il est journaliste sportif à WFMJ-TV, à Youngstown, en Ohio.
De 1989 à 1993, Greg Brown est descripteur des matchs des Bisons de Buffalo, alors le principal club-école des Pirates de Pittsburgh dans les ligues mineures. Parallèlement, il est analyste lors des matchs à la radio des Bills de Buffalo de la Ligue nationale de football de 1991 à 1993, et décrit à la radio WGR (en) des matchs de basket-ball des Bulls de Buffalo, l'équipe de l'université d'État de New York à Buffalo.

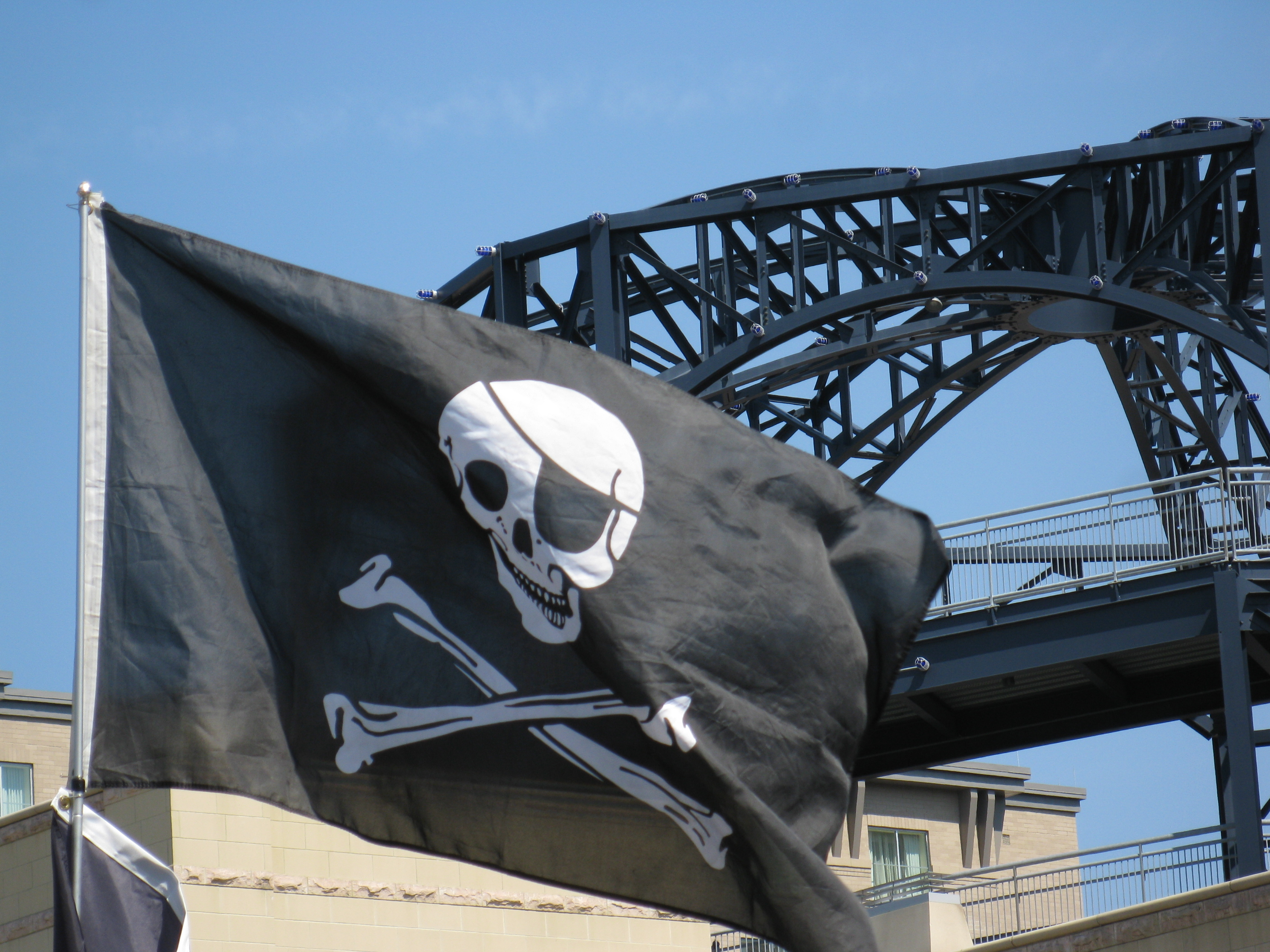
Le Jolly Roger.

Depuis 1994, Greg Brown décrit les matchs des Pirates de Pittsburgh de la Ligue majeure de baseball. À la télévision sur Root Sports Pittsburgh et sur les ondes de la radio KDKA-FM, il est jumelé à plusieurs analystes : d'abord Lanny Frattare (jusqu'à sa retraite en 2008), et depuis Tim Neverett, Steve Blass, Bob Walk et John Wehner.
Brown est connu pour sa phrase fétiche « Raise the Jolly Roger » (« Hissez le drapeau pirate ») après chaque victoire de l'équipe. L'idée est en fait inspirée d'une autre, ignorée par ses patrons, qu'il avait eu lorsqu'il était employé aux ventes des Pirates : celle de hisser un drapeau pirate au stade après une victoire. Lorsque les Pirates deviennent finalement une équipe gagnante, après avoir moisi dans les bas-fonds du classement de 1993 à 2012, le Raise the Jolly Roger est régulièrement prononcé en ondes par Brown, ce qui mène à une importante hausse de ventes de drapeaux pirates à Pittsburgh et ses environs.
Brown utilise également un champ lexical se rapportant au thème de la piraterie, par exemple annonçant un coup de circuit par le terme cannonball (boulet de canon), et il est connu pour ses expressions et jeux de mots inspirés du nom des joueurs : « Marte Party » en référence à Starling Marte, « Cole Train » (en référence à coal train ou « train de charbon ») pour Gerrit Cole, « Mercer Mercer Me » pour Jordy Mercer.